# Angraecum verecundum
Angraecum verecundum är en orkidéart som beskrevs av Rudolf Schlechter. Angraecum verecundum ingår i släktet Angraecum och familjen orkidéer. Inga underarter finns listade i Catalogue of Life.